# ATP Challenger Austin
Das ATP Challenger Austin (offiziell: USTA Men’s Challenger of Austin) war ein Tennisturnier, das unregelmäßig sechsmal in Austin, Texas, stattfand. Es gehörte zur ATP Challenger Tour und wurde im Freien auf Hartplatz gespielt. Sargis Sargsian gewann im Einzel und Doppel je einen Titel und ist einziger mehrfacher Gewinner.

## Liste der Sieger

### Einzel
| Jahr                         | Sieger          | Finalgegner       | Ergebnis       |
| ---------------------------- | --------------- | ----------------- | -------------- |
| 2004                         | Robert Kendrick | Wesley Whitehouse | 7:5, 6:72, 6:2 |
| 2003                         | Paul Goldstein  | Robert Kendrick   | 6:3, 6:3       |
| 2001–2002: nicht ausgetragen |                 |                   |                |
| 2000                         | Andy Roddick    | Michael Russell   | 6:4, 6:4       |
| 1999                         | André Sá        | Glenn Weiner      | 7:5, 6:2       |
| 1997–1998: nicht ausgetragen |                 |                   |                |
| 1996                         | Sargis Sargsian | Sébastien Lareau  | 6:4, 6:4       |
| 1980–1995: nicht ausgetragen |                 |                   |                |
| 1979                         | Peter Rennert   | Robert Van’t Hof  | 6:3, 4:6, 7:5  |

### Doppel
| Jahr                         | Sieger                            | Finalgegner                           | Ergebnis       |
| ---------------------------- | --------------------------------- | ------------------------------------- | -------------- |
| 2004                         | André Sá Bruno Soares             | Robert Kendrick Brian Vahaly          | 6:3, 6:1       |
| 2003                         | Lu Yen-hsun Jason Marshall        | Josh Goffi Tripp Phillips             | 6:2, 2:6, 6:3  |
| 2001–2002: nicht ausgetragen |                                   |                                       |                |
| 2000                         | Tim Crichton Ashley Fisher        | Raemon Sluiter Dennis van Scheppingen | 6:1, 6:76, 6:0 |
| 1999                         | Marcos Ondruska Wesley Whitehouse | Paul Goldstein Adam Peterson          | 7:5, 4:6, 6:2  |
| 1997–1998: nicht ausgetragen |                                   |                                       |                |
| 1996                         | Sargis Sargsian Michael Sell      | T. J. Middleton Bryan Shelton         | 7:5, 7:6       |
| 1980–1995: nicht ausgetragen |                                   |                                       |                |
| 1979                         | Anand Amritraj John Austin        | Steve Denton Mark Turpin              | 6:1, 6:2       |